# Sibley, Iowa
Sibley är administrativ huvudort i Osceola County i den amerikanska delstaten Iowa. Orten fick sitt namn efter Henry Hastings Sibley.